# Capanna Brogoldone
Die Capanna Brogoldone ist eine Schutzhütte in den Adula-Alpen auf 1904 m ü. M. (meistens werden 1910 m ü. M. angegeben). Sie steht auf dem Gebiet der Gemeinde Lumino im Schweizer Kanton Tessin. Nach der SOIUSA-Einteilung gehört das Gebiet zu den Lepontinischen Alpen.

## Geschichte
Sie wurde 1937 eingeweiht und 1997 renoviert.

## Merkmale und Informationen
Von der Hütte aus geniesst man einen schönen Blick ins Riviera, wie der Talabschnitt des Ticino zwischen Biasca und Bellinzona genannt wird.
Die Hütte besteht aus zwei Gebäuden. In einem befinden sich die Schlafräume sowie zwei Aufenthaltsräume. In dem anderen befindet sich die Küche und der Speisesaal. Die Toiletten und Duschen mit heissem Wasser befinden sich im Gebäude. Die Heizung wird mit Holz befeuert. Der Strom für die Beleuchtung wird durch Sonnenkollektoren erzeugt.
Die Hütte ist in der Sommersaison (etwa Mitte Mai bis Ende Oktober) bewartet. Es stehen dann 57 Schlafplätze, verteilt auf sechs Räume und den Dachboden, zur Verfügung. In dieser Zeit werden die Hüttengäste auch verpflegt. In der Wintersaison stehen acht Schlafplätze ohne Verpflegung zur Verfügung.

## Zugänge
- Monti Savorù 1308 m ü. M. – von Lumino mit der Seilbahn erreichbar – Gehzeit: 1 Stunde und 30 Minuten (über steile Abkürzung) oder 2 Stunden (über Sentiero delle Sculture) – Höhenunterschied: ca. 600 m – Schwierigkeitsgrad: T2
- Lumino 268 m ü. M. – auch mit dem Bus erreichbar – Dauer: 4 Stunden und 30 Minuten (über steile Abkürzung) oder 5 Stunden (über Sentiero delle Sculture) – Höhenunterschied: 1636 m – Schwierigkeit: T2
- Giova 1004 m ü. M. – ohne Schnee mit dem Auto erreichbar – Gehzeit: 2 Stunden und 30 Minuten – Höhenunterschied: 900 m – Schwierigkeitsgrad: T2
- Claro 307 m ü. M. – auch mit dem Bus erreichbar – Gehzeit: 5 Stunden – Höhenunterschied: 1597 m – Schwierigkeitsgrad: T2
- Monti di Maruso 1205 m ü. M. – mautpflichtig und schneefrei erreichbar – Gehzeit: 2 Stunden – Höhenunterschied: ca. 700 m – Schwierigkeitsgrad: T2

## Besteigungen
- Pizzo di Claro 2727 m ü. M. – Gehzeit: 3 Stunden – Höhenunterschied: 800 m
- Pizzo di Molinera 2288 m ü. M. – Gehzeit: 1 Stunde – Höhenunterschied: 400 m
- Lago di Canee 2198 m ü. M. [2] – Gehzeit: 2 Stunden und 30 Minuten – Höhenunterschied: 500 m – Schwierigkeit: T3

## Übergänge
- Rifugio Domàs 30 min
- Capanna Cava 7 Stunden